# Georgina Rippon
Georgina Rippon ist eine britische Psychophysiologin und Neurowissenschaftlerin. Sie ist Professorin für kognitives Neuroimaging an der School of Life and Health Sciences der Aston University sowie Leitende Wissenschaftlerin („Principal Scientist“) am Aston Brain Centre und war maßgeblich beteiligt an der Entwicklung eines pädiatrischen Magnetoenzephalographie-Systems für das Studium von Entwicklungsstörungen. Rippon war Präsidentin der „British Psychophysiology Society“ (heute: „British Association of Cognitive Neuroscience“, BACN). Seit 2012 ist sie Pro-Vizekanzlerin (International) der Aston University.
Die Forschungsschwerpunkte von Rippon umfassen die Anwendung von Neuroimaging-Techniken, insbesondere Elektroenzephalografie und Magnetoenzephalographie (MEG) unter Verwendung von kognitiven Neurowissenschaftsparadigmen auf Studien von normalen und abnormen kognitiven Prozessen. Der Fokus liegt insbesondere in der funktionalen Bedeutung von Variationen der Frequenzcharakteristiken von kortikalen Signalen und bei der Abbildung der funktionalen Konnektivität zwischen kortikalen Bereichen. Ihre Arbeit wurde auf das Studium der autistischen Spektrumstörungen und der Legasthenie angewandt.
Darüber hinaus sucht sie mit dem MEG-Forschungsteam zusammen nach Wegen, die zeitliche Auflösung dieser Technik auf die räumliche Auflösung mit funktioneller Magnetresonanztomographie (fMRI) zu ermöglichen. Hierdurch können klassische kognitive neurowissenschaftliche Probleme in z. B. sprachlichen Verarbeitungs-, Lern- und Gedächtnis- und Affekt-Kognitions-Interaktionen erforscht und die räumlich-zeitliche Dynamik der zugrunde liegenden neuronalen Netzwerke verfolgt werden.

## Werdegang
Georgina Rippon absolvierte das Bedford College mit einem Bachelor in Psychologie und wurde anschließend in Psychophysiologie am Birkbeck College promoviert. 1975 wurde sie zur neugegründeten Abteilung für Psychologie an der University of Warwick berufen, wo sie bis 2000 blieb. Parallel war sie von 1984 bis 1985 als „Honorary Research Fellow“ (Akademischer Rat ehrenhalber) in der neurowissenschaftlichen Einheit des Walsgrave Hospital in Coventry, von 1991 bis 1996 als Consultant beim Army Personnel Research Establishment (APRE) in Farnborough, von 1993 bis 2000 als Honorary Research Fellow an der Abteilung für Verhaltens- und kognitive Forschung des Imperial College School of Medicine, 1999 als Gastwissenschaftlerin an der University of Wisconsin in Madison sowie von Januar bis Juli 2000 als wissenschaftliche Mitarbeiterin am Zentrum für Humanwissenschaften der Defence Evaluation and Research Agency in Farnborough tätig. 2000 erfolgte der Ruf an die Aston University als Senior Lecturer für Psychologie und stellvertretende Direktorin des neurowissenschaftlichen Forschungsinstituts. 2003 wurde sie Leiterin der Psychologie und Dekan der Postgraduierten-Programme in der School of Life and Health Sciences (LHS). 2005 wurde sie stellvertretende Leiterin der LHS. Im Jahr 2008 wurde sie Dekan für internationale Beziehungen der LHS und besuchte in dieser Rolle Korea, Vietnam, Singapur, Malaysia und Japan sowie Australien und die USA. 2012 übernahm sie die Position als Pro-Vizekanzlerin (International) der Aston University.

## Publikationen (Auswahl, seit 2008)
- mit Rebecca Jordan-Young, Anelis Kaiser, Daphna Joel, Cordelia Fine: Journal of neuroscience research policy on addressing sex as a biological variable: comments, clarifications, and elaborations In: Journal of Neuroscience Research, vol. Early view. 2017 doi:10.1002/jnr.24045
- The trouble with girls? In: Psychologist, 2016 vol. 29, no. 12, pp. 918–922.
- mit K. Kessler, RA. Seymour, G. Rippon: Brain oscillations and connectivity in autism spectrum disorders (ASD): new approaches to methodology, measurement and modelling In: Neuroscience and Biobehavioral Reviews, 2016 vol. 71, pp. 601–620. doi:10.1016/j.neubiorev.2016.10.002
- Greetings, Earthlings In: New Scientist, 2015 vol. 228, no. 3050, pp. 9. doi:10.1016/S0262-4079(15)31785-1
- mit Rebecca Jordan-Young, Cordelia Fine, Anelis Kaiser: Recommendations for sex/gender neuroimaging research: key principles and implications for research design, analysis and interpretation In: Frontiers in Human Neuroscience, 2014 vol. 8, 650, pp. 1–13. doi:10.3389/fnhum.2014.00650
- mit Cordelia Fine, Rebecca Jordan-Young, Anelis Kaiser: Plasticity, plasticity, plasticity. . . and the rigid problem of sex In: Trends in Cognitive Sciences, 2014 vol. 17, no. 11, pp. 550–551. doi:10.1016/j.tics.2013.08.010
- mit Fiona McNab, Arjan Hillebrand, Stephen J. Swithenby: Combining temporal and spectral information with spatial mapping to identify differences between phonological and semantic networks: a magnetoencephalographic approach In: Frontiers in Psychology, 2013 vol. 3, 273. doi:10.3389/fpsyg.2012.00273
- mit Frances A. Maratos, Carl Senior, Karin Mogg, Brendan P. Bradley: Early gamma-band activity as a function of threat processing in the extrastriate visual cortex In: Cognitive Neuroscience, 2012 vol. 3, no. 1, pp. 62–68. doi:10.1080/17588928.2011.613989
- mit Nicola Brunswick, G. Neil Martin: Early cognitive profiles of emergent readers: a longitudinal study In: Journal of Experimental Child Psychology, 2012 vol. 111, no. 2, pp. 268–285. doi:10.1016/j.jecp.2011.08.001
- mit Elaine Foley, Ngoc Jade Thai, Olivia Longe, Carl Senior: Dynamic facial expressions evoke distinct activation in the face perception network: a connectivity analysis study In: Journal of Cognitive Neuroscience, 2012 vol. 24, no. 2, pp. 507–520. doi:10.1162/jocn_a_00120
- Seductive arguments? In: Psychologist, 2010 pp. 948–949, 23 11.
- mit Carl Senior: Neuroscience has no role in national security In: American Journal of Bioethics Neuroscience, 2010 vol. 1, no. 2, pp. 37–38. doi:10.1080/21507741003699322
- mit Olivia Longe, Frances A. Maratos, Paul Gilbert, Gaynor Evans, Faye Volker, Helen Rockliff: Having a word with yourself: neural correlates of self-criticism and self-reassurance In: Neuroimage, 2010 vol. 49, no. 2, pp. 1849–1856. doi:10.1016/j.neuroimage.2009.09.019
- mit Ngoc Jade Thai, Olivia Longe: Disconnected brains: what is the role of fMRI in connectivity research? In: International Journal of Psychophysiology, 2009 vol. 73, no. 1, pp. 27–32. doi:10.1016/j.ijpsycho.2008.12.015
- mit Frances A. Maratos, K. Mogg, Brendan P. Bradley, Carl Senior: Coarse threat images reveal theta oscillations in the amygdala: a magnetoencephalography study In: Cognitive, Affective and Behavioral Neuroscience, 2009 vol. 9, no. 2, pp. 133–143. doi:10.3758/CABN.9.2.133
- mit Olivia Longe, Carl Senior: The lateral and ventromedial prefrontal cortex work as a dynamic integrated system: evidence from FMRI connectivity analysis In: Journal of Cognitive Neuroscience, 2009 vol. 21, no. 1, pp. 141–154. doi:10.1162/jocn.2009.21012
- Atypical connectivity in autistic spectrum disorders In: International Journal of Psychophysiology, 2008 vol. 69, no. 3, pp. 204. doi:10.1016/j.ijpsycho.2008.05.577